# Mareșal

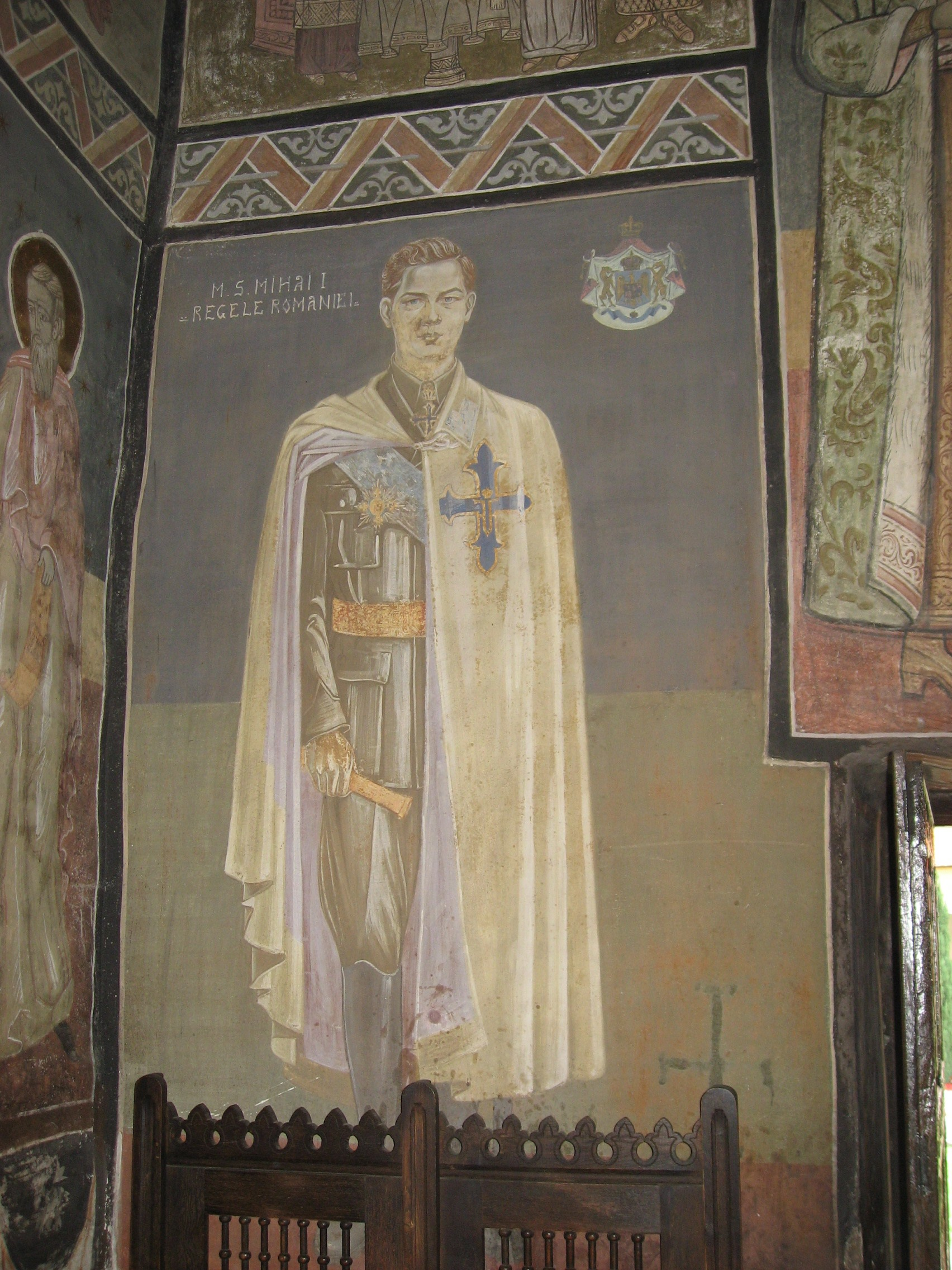
Regele Mihai I, ultimul mareșal al României după Al Doilea Război Mondial, reprezentat în uniformă pe fresca Mănăstirii Sâmbăta de Sus

Bustul Regelui Mihai I din Piațeta Regelui, unde suveranul este reprezentat în uniformă de Mareșal a Armatei Române.

Mareșal reprezintă termenul ce desemnează fie un grad militar, fie o demnitate civilă acordată militarilor cu merite deosebite, în funcție de țara care o acordă.
Termenul a apărut în Franța pe vremea regelui Filip-August și desemna persoana care se ocupa de caii regelui, funcție ce presupunea foarte multă responsabilitate și încredere din partea suveranului. În timp, termenul a ajuns să reprezinte în Franța un grad acordat generalilor sau amiralilor care au înfăptuit fapte de arme notabile sau care au avut merite politice ieșite din comun.
În România, gradul de mareșal a fost acordat onorific pentru prima dată Regelui Ferdinand I  prin citirea cărții de mareșal la 18 noiembrie/1 decembrie 1918.
Prin Decretul lege nr. 2451/1.07.1930, publicat în Monitorul oficial nr. 144 din 2 iulie, a fost creat, cu efect retroactiv (începând din data de 14 iunie), gradul de mareșal, dată la care Carol al II-lea, Averescu și Prezan au primit oficial acest grad. Potrivit legii, demnitatea era onorifică și se putea conferi generalilor, în gradul de general de corp de armată, ce au condus cu succes operațiunile armatei române în funcția de șef al Marelui Cartier General sau de comandant titular al unei armate.
În România, prin Legea nr.14 din 28 decembrie 1972 privind organizarea apărării naționale a Republicii Socialiste România (art. 34), publicată în Buletinul Oficial nr. 160/29 decembrie 1972, s-a stabilit că gradul de mareșal este cel mai înalt grad din cadrul Armatei Române . În articolul 62, s-a stabilit că pentru acest grad nu există o limită de vârstă în grad până la care cadrele permanente ale forțelor armate pot fi menținute în activitate.
Prin Legea nr. 80 din 11 iulie 1995 privind statutul cadrelor militare , s-a stabilit că pentru merite militare excepționale, în timp de război, Președintele României poate acorda generalilor de armată (cu 4 stele) gradul de mareșal, care este cel mai înalt grad militar.

### Mareșal al Finlandei
Mareșal al Finlandei (finlandeză: Suomen marsalkka, suedeză: Marskalk av Finland) este gradul care a fost acordat conducătorului armatei finlandeze, Carl Gustaf Emil Mannerheim, cu ocazia împlinirii vârstei de 75 de ani, în 4 iunie 1942.
În prezent, cel mai mare grad în armata finlandeză este generalul de 4 stele.